# Ellipteroides forceps
Ellipteroides forceps är en tvåvingeart som först beskrevs av Alexander 1941.  Ellipteroides forceps ingår i släktet Ellipteroides och familjen småharkrankar.
Artens utbredningsområde är Peru. Inga underarter finns listade i Catalogue of Life.